# アーセン・ベンゲル
アーセン・ベンゲル OBE（Arsène Wenger OBE, フランス語発音: [aʁsɛn vɛŋ(ɡ)ɛʁ]; 1949年10月22日 - ）は、フランス・アルザス地域圏バ＝ラン県ストラスブール出身のドイツ（アルザス）系フランス人のサッカー指導者、元サッカー選手。現役時代のポジションはMF。

## 概要
監督としてはアーセナルに22年も在任するなど名伯楽と呼べる名将であった。現在は、FIFA及びIFABで複数の役職を務めている。2002年、フランス政府よりレジオン・ド＝ヌール勲章を受勲。2003年、イギリスサッカーに対する功績により、大英帝国勲章を受勲。フランス語、アルザス語、ドイツ語、英語に堪能で、イタリア語、スペイン語、日本語もある程度話せる。ストラスブール大学卒業（工学士、経済学修士）。日本の吉本興業とマネジメント契約を結んでいる。
「アーセン」はフランス語の「アルセーヌ」の英語読みにあたり、名前を全てフランス語表記するとアルセーヌ・ヴェンゲル、英語だとアーセン・ウェンガー となる。

## 経歴

### 家族
アルフォンスとルイーズのベンゲル夫妻の三人目の子ども（姉ひとりと兄ひとりがいる）としてストラスブールに生まれ、近くのドゥトレンハイム村で育った。両親はストラスブールで自動車部品会社を経営しており、そのほかにドゥトレンハイム村のLa Croix d'Orというビストロ（大衆食堂）も手がけていた。ベンゲル自身は「私はパブで育った」と語っており、両親の所有する大衆食堂の二階で暮らしていた。この頃はタバコを売って、小遣いを稼ぐ事もあったという。
元バスケットボール選手のAnnie Brosterhousと結婚し、娘がひとりいる。現在はロンドンのトッテリッジで暮らしている。

### 選手時代
地元のFCドゥトレンハイムで16歳の時にデビューし、その後マックス・ヒルド監督が指揮を執るディビジョン3（3部）のASムツィグに移籍した。ヒルドは優れた指導者であり、ASムツィグはフランス最高のアマチュアチームと呼ばれた。ベンゲルはディフェンダー、またはミッドフィールダー としてプレーし、自身を「創造的で直観的、そして活発に動き回る選手だった」と回想している。同時にストラスブールにあるロベール・シューマン大学（現在の名称はストラスブール大学）のInstitut Européen d'Etudes Commerciales Supérieures de Strasbourgで政治経済学 を学び、1971年には修士号を取得した。
1978年、ディビジョン・アン（1部）のRCストラスブールに移籍してプロ選手となり、ASモナコ戦でデビューした。1978-79シーズンは12試合にしか出場しなかったが、リーグタイトルを獲得した。UEFAカップでは1試合に出場した。

### フランスでの指導者時代
1981年、RCストラスブールのユースチームの指導者になり、1983年にはASカンヌのアシスタントコーチとユースチームの監督に就任した。1983-84シーズン、ASカンヌのトップチームはディヴィジョン2（2部）所属ながらクープ・ドゥ・フランスの準決勝に進出した。監督としての最初のクラブはASナンシーで、1984年に就任した。2シーズン目までは12位、18位で残留を決めたが、1985-86シーズンには19位でディヴィジョン・ドゥ（2部）に降格した。
ASモナコ
1987年にASモナコ監督に就任し、初年度の1987-88シーズンにディヴィジョン・アン（1部）優勝を果たした。イングランド代表のグレン・ホドル、リベリア代表のジョージ・ウェアなど質の高い選手を擁し、1991年にクープ・ドゥ・フランスを制した。1990年にはRCストラスブールから22歳のユーリ・ジョルカエフを獲得し、1992年にはドイツ代表のユルゲン・クリンスマンを獲得した。のちにフランスワールドカップで優勝することになるジョルカエフは、ベンゲルのASモナコでの最終シーズンとなる1993-94シーズンにディヴィジョン・アン得点王のタイトルを獲得している。ASモナコでは1987年から1994年まで、実に7年間もの長期政権を築き、1993-94年にはUEFAチャンピオンズリーグで準決勝に進出した。1994年にはバイエルン・ミュンヘン監督の候補に挙がったが、ASモナコのフロントがベンゲルとバイエルン・ミュンヘンの接触を拒否した。その数週間後、ASモナコはジャン・ティガナをベンゲルの後任に迎え、ASモナコでの監督生活に区切りがついた。

### 名古屋グランパス監督時代
1995年シーズン
その頃のJリーグ・名古屋グランパスは不振に喘いでおり、ゴードン・ミルンに代わる新監督を探していた。フース・ヒディンクやテレ・サンタナなどとの交渉が不発に終わり、ベンゲルに白羽の矢が立てられた。この時、FCバイエルン・ミュンヘンから監督就任のオファーを受けていたものの、名古屋グランパスの監督就任を選択した。それまでの監督とは違ってチーム構成に関する全権を委ねられた彼は、ヴァランシエンヌFCで監督をしていたボロ・プリモラツをヘッドコーチとして迎え、トーレスの獲得など自ら外国人選手の探索を行い、その権限を余すところ無く活用した。同郷のフランク・デュリックスやジェラール・パシを新戦力として迎え、英語を話せる中西哲生がチームメイトとの仲介役を買って出た。ドラガン・ストイコビッチ、小倉隆史、浅野哲也など代表級の選手を抱えながら最下位争いを続け自信を失っていたチームに対し、ベンゲルは「常に長所だけを生かすようにする」という勝者の精神を植えつけた。
リーグ戦最初の10試合で8敗し、最下位に落ち込むなど、序盤戦は苦しんだ。リーグ戦中断前の16戦すべてで異なるスタメンを試すなど、最初の数カ月は試行錯誤が続いたが、フランス合宿後の10試合で9勝1敗の成績を残し、最終的にはサントリーシリーズ（前期リーグ）4位まで浮上した。ニコスシリーズ（後期リーグ）では開幕から4連勝を飾ったが、暑さが原因による疲労からペースダウンし、ヴェルディ川崎にあと一歩及ばず2位に終わった。シリーズ優勝・年間優勝は果たせなかったが、ストイコヴィッチがリーグMVPに輝くとともに、ベンゲルは1995年のJリーグ最優秀監督賞を受賞した。リーグ戦と並行して行われた天皇杯では初優勝を果たし、クラブ初のビッグタイトルを獲得した。京都パープルサンガ、横浜フリューゲルス、ヴィッセル神戸を破って迎えた準決勝では鹿島アントラーズ相手に5-1で快勝し、決勝では小倉隆史の2得点などで3-0でサンフレッチェ広島を破った。
1996年シーズン
1996年3月9日、ゼロックス・スーパーカップ決勝で横浜マリノスと対戦し、高卒新人福田健二の大胆起用が見事的中して2-0で完勝した。前半戦を10勝5敗の6位で終えたチームは後半戦開始から5連勝、首位争いをしていたものの、アーセナルの監督に就任するため、シーズン途中に監督を退任することとなり、9月28日の柏レイソル戦が名古屋グランパスでのラストマッチとなった。柏レイソル戦終了後、日本語で「みなさんありがとう。グランパスサポーターのことは忘れません。私はいつまでも名古屋を愛しています」とファンに向けて挨拶した。
グランパスの監督時代にはイングランド代表のテクニカル・ディレクターなど、欧州のクラブチームや代表などから誘いがあったが、日本での仕事に専念するためにこれらの話に耳を傾けなかった。1997年9月、ベンゲルの指導者としての哲学、理想のサッカー観、日本サッカーについて感じたことなどが書かれた「勝者のエスプリ」という書籍が日本のNHK出版によって刊行された。

### アーセナルFC監督時代

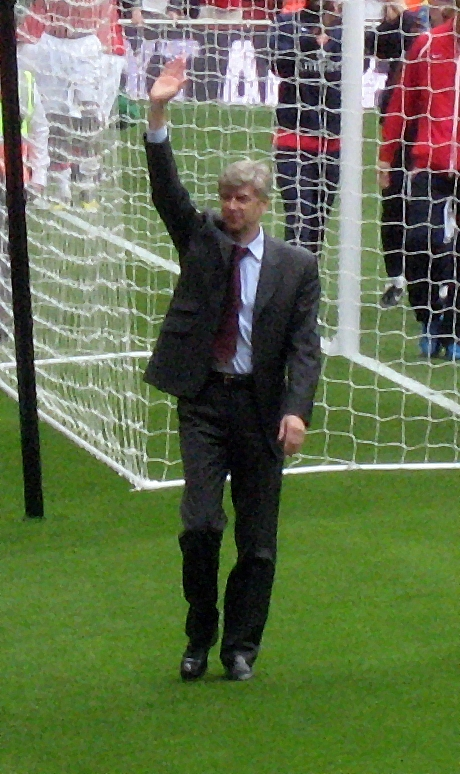
2007年5月1日。プレミアリーグ2006-07、ホーム最終戦後に観衆に応えるベンゲル。

日本に10年留まるかヨーロッパに戻るかを選択肢として持っていたが、欧州のクラブからのオファー内容が、ヨーロッパでの実績のみを基にしたものであったことから、日本で実績を積むことに限界を感じていた。1996年10月1日、プレミアリーグの名門アーセナルFC監督に就任することが正式に発表された。なお名古屋時代の右腕ボロ・プリモラツをアーセナルでもヘッドコーチとして起用している。
アーセナルがイギリス国外から監督を迎えるのはクラブ創設以来初めてのことだった。当時、イングランドではベンゲルはほとんど知られておらず、ロンドン・イブニング・スタンダード紙は、「アーセン誰?」(Arsène Who?) という見出しでこの無名のフランス人監督を表現した。
就任1か月前、ベンゲルはクラブに19歳のパトリック・ヴィエラとベテランのレミ・ガルデを獲得するように提案した。初采配は1996年10月12日のブラックバーン・ローヴァーズFC戦で、このアウェーゲームに2-0で勝利した。初年度の1996-97シーズンを3位で終えたが、3位という成績は過去6シーズンで最高の順位だった。同勝点で2位の座をニューカッスル・ユナイテッドFCに譲り、UEFAチャンピオンズリーグ出場権は逃した。
1997-98シーズン、最後の3か月に怒涛の追い上げを見せ、最大で勝点差11まで開いていたマンチェスター・ユナイテッドFCを逆転した。鍵となったのはトニー・アダムス、スティーブ・ボールド、ナイジェル・ウィンターバーン、リー・ディクソン、マーティン・キーオンらのベンゲル就任以前から所属していたDF陣であり、エマニュエル・プティ、パトリック・ヴィエラ、まだ10代であったニコラ・アネルカなど新規に獲得した選手が上手く融合して優勝を果たした。イギリス国外の監督として初のプレミアリーグ優勝だった。プレミアリーグとFAカップの2冠を達成したが、これはクラブ史上2度目の2冠獲得だった。
1998-99シーズン、最終節でリーズ・ユナイテッドFCに0-1で負け、マンチェスター・ユナイテッドに勝点1差で2連覇を逃した。マンチェスター・ユナイテッドと対戦したFAカップ準決勝ではロスタイムの失点により敗退した。
1999-2000シーズン、UEFAカップ決勝でガラタサライにPK戦の末に敗れた。2000-01シーズンのFAカップでは決勝でリヴァプールFCに1-2で敗れた。これらを機にベンゲルは新たに選手を獲得することを決意し、ライバルクラブのトッテナム・ホットスパーFCの前キャプテンであるソル・キャンベルを獲得して議論を醸した。そのほかにスウェーデンからフレドリック・ユングベリ、ユヴェントスで燻っていたティエリ・アンリ、前年のUEFA欧州選手権で活躍したロベール・ピレスを獲得した。
これらの結果、2001-02シーズンに再び2冠を達成した。リーグ戦はアウェー無敗（ホームでは3敗）で、38戦全てで得点するという成績を残し、2位のリヴァプールに勝点8差をつけた。FAカップでは決勝でレイ・パーラーとフレドリック・ユングベリの得点によりチェルシーFCを破った。
2002-03シーズンはクラブ史上初のプレミアリーグ連覇に向けて好スタートを切ったが、シーズン終盤になると調子を落とし、マンチェスター・ユナイテッドに逆転された。しかしFAカップでは6回戦で再試合の末にチェルシーを破り、決勝ではサウサンプトンFCを破って優勝した。
2003-04シーズンは26勝12分0敗でシーズン無敗優勝を達成した歴史的なシーズンになった。これは1888-89シーズンにプレストン・ノースエンドFCが10勝1分0敗で無敗優勝を達成して以来のことで、欧州のトップリーグではACミランとアヤックス・アムステルダムしか（当時としては）成し遂げていない偉業である。しかし、2004年初めに「シーズン無敗優勝は可能だ」という意見が出た時にベンゲルはこの意見を嘲笑っており、達成できるとは思っていなかったようである。
2004年のアーセナルとの契約更新で、年俸は320万ユーロ（約4億2500万円）から約400万ユーロ（約5億3000万円）に上がった。2004年10月、マンチェスター・ユナイテッドに敗れるまでリーグ戦49試合を負けなしで走り続けた。2004-05シーズンはチェルシーに優勝をさらわれたが、同シーズンのFAカップ決勝ではPK戦の末にマンチェスター・ユナイテッドを破った。
2005-06シーズンはリーグ戦こそ4位だったが、UEFAチャンピオンズリーグではレアル・マドリードやユヴェントス、ビジャレアルCFを倒して決勝に進出した。クラブ史上初の決勝はFCバルセロナに1-2で敗れたが、大きな称賛を得た。2006-07シーズンは2シーズン続けての4位と苦難のシーズンになったが、2007-08シーズンは息を吹き返し、シーズンの大半を首位で過ごした。しかし、2008年2月にエドゥアルド・ダ・シルヴァが相手DFからタックルを受けて全治10ヶ月ほどの重傷を負うと、チーム全体に積極性が見られなくなって成績を落とし、マンチェスター・ユナイテッドとチェルシーに次ぐ3位でシーズンを終えた。
2009年10月、1934年から1947年まで指揮を執ったジョージ・アリソン監督の在職期間4748日を抜き、アーセナルで最も長く監督の座にあった指揮官となった。
2014年3月22日、チェルシーとのリーグ戦で、アーセナル在任通算1000試合を達成した。2013-14シーズン、FAカップ決勝でハル・シティFCを下し、9シーズンぶりのタイトルを獲得した。
2015年5月30日、アストン・ヴィラFCを4-0で下してFAカップを連覇した。
2017年5月28日、チェルシーとの決勝戦を制し、アーセナルにとって13回目のFAカップ優勝を達成した。この優勝により、ベンゲル個人のFAカップ優勝は7回となり、ジョージ・ラムジーの6回を抜いてFAカップの最多優勝監督となった。なお、7度全てアーセナルでの戴冠である。2017年7月17日、この日でベンゲルは、アレックス・ファーガソンの記録を抜きプレミアリーグにおける監督就任日数が歴代最長となった
2018年4月20日、2017-18シーズン限りでアーセナルの監督を辞することをクラブ公式HPにて発表した。

### 監督引退後
2019年11月13日、国際サッカー連盟(FIFA)は、ベンゲルが国際サッカー発展部門の責任者、FIFA技術研究グループ長、国際サッカー評議会(IFAB)のテクニカル諮問委員会及びサッカー諮問委員会のメンバーに就任したことを発表した。2021年11月11日、伝説のアーセナル無敗優勝を中心としたベンゲルの半生を振り返るドキュメンタリー映画「Arsène Wenger: Invincible」が公開された。2023年3月29日、プレミアリーグ殿堂入りしたことが発表された。2024年6月26日、パリオリンピックの聖火ランナーを務め、故郷ストラスブールで最終走者として聖火台に火を灯した。

## 人物
マルセイユ八百長事件の際は、様々なしがらみの中、告発するかどうか悩んでいたボスニア・ヘルツェゴビナ人監督のボロ・プリモラツの相談を受け、強く後押しした。
日本・イギリス両国内で、日本代表監督就任の噂が立っては消える中、それを否定する記者会見で日本サッカーへの豊富な知識を披露したことで逆に騒がれてしまったり、アーセナル就任早々根拠の無いゲイ疑惑が持ち上がったりと、イギリスのメディアには苦労させられている。また自分のチームの選手に対するラフプレーなどの危険なプレーや自分のチームに対する不利な判定に対して過剰な反応を示し、相手チームの監督や選手、審判なども巻き込んだ論争を呼ぶ事も彼の特徴の一つ。逆に自チームの選手が犯した微妙なプレーや相手を怪我させるほどの危険なプレーには、何も見ていないと黙認する姿勢が他チームのコーチから批判されている。特に、マンチェスター・ユナイテッドFCの監督アレックス・ファーガソンやチェルシーFCの監督ジョゼ・モウリーニョと始終舌戦を繰り広げていた。
しかし2000年代後半以降、ファーガソン監督との間では互いのチーム、手腕に対する尊敬や賞賛の言葉をかわすことが多い。ベンゲル自身は「アーセナルとユナイテッドだけが争っていた時期と異なり、現在はチェルシーとリヴァプールFCも優勝に絡んできたこと」が影響していると述べている。2008年11月8日にアーセナルに敗北を喫した際、ファーガソン監督は「どうせ敗れるなら、優れたサッカーをするチームに負けた方がよい」と述べている。また、選手時代はユナイテッドに所属し、アーセナルと激しい対立を見せていたロイ・キーンは「ベンゲルのサッカーに対する功績は25年後、50年後、100年後になっても忘れられることはないだろう」と賞賛している。
フランスワールドカップ終了後、ベンゲルは日本サッカー協会技術委員会から日本代表監督就任を依頼されたが、アーセナルFCと既に契約していることを理由に断った。当時日本サッカー協会技術委員長であった大仁邦彌によれば、その後、日本サッカー協会は直接フランスサッカー協会と交渉し、ちょうどスケジュールの空いていたフィリップ・トルシエを紹介された、という。このことを、ベンゲルがトルシエを日本代表監督へ推薦したと解説されることがあるが、トルシエを日本サッカー協会へ推薦・紹介したのは当時のフランスサッカー協会副会長であり、ベンゲルは直接には関与していない。ただし、ベンゲルはトルシエと知り合いであったため、フランス協会によってリストアップされた数名の候補に名前が挙がっていたトルシエを自分の代わりに推したと言われている。日本サッカー協会はベンゲルにトルシエの能力や人物像などについて相談しつつ、契約を結ぶことに決定した。なお、当時の日本サッカー協会会長の岡野俊一郎によれば、ベンゲルに一度断られたあと、「2002年W杯の日本代表監督は貴方しかいない」と手紙を出したが再度断られ、技術委員会がベンゲルの推薦したトルシエにしたいと言うので、ベンゲルの推薦ならということで、トルシエに決めたという。

## 監督成績
| ASナンシー       | 1984年7月1日  | 1987年7月1日  | 114   | 33  | 30  | 51  | 028.95 |
| ASモナコFC       | 1987年7月1日  | 1994年9月17日 | 266   | 130 | 53  | 83  | 048.87 |
| 名古屋グランパス | 1994年12月9日 | 1996年9月30日 | 56    | 38  | 0   | 18  | 067.86 |
| アーセナル       | 1996年10月1日 | 2018年5月13日 | 1,235 | 707 | 280 | 248 | 057.25 |
| 合計             | 合計          | 合計          | 1,702 | 919 | 367 | 416 | 054.00 |

## タイトル

### クラブ
ASモナコ
- リーグ・アン 1987-88
- クープ・ドゥ・フランス：2回 (1984-85、1990-91)

名古屋グランパスエイト
- 天皇杯 1995
- FUJI XEROX SUPER CUP 1996

アーセナルFC
- プレミアリーグ：3回 (1997-98、2001-02、2003-04)
- FAカップ：7回 (1997-98, 2001-02、2002-03、2004-05、2013-14、2014-15、2016-17)
- FAコミュニティ・シールド：7回 (1998、1999、2002、2004、2014、2015、2017)

### 個人
- Jリーグ最優秀監督賞：1回（1995）
- オンズドール年間最優秀監督賞：4回（2000、2002、2003、2004）
- プレミアリーグ年間最優秀監督：3回（1997-98、2001-02、2003-04）
- プレミアリーグ月間最優秀監督：15回（1998年3月、1998年4月、2000年10月、2002年4月、2002年9月、2003年8月、2004年2月、2004年8月、2007年9月、2007年12月、2011年2月、2012年2月、2013年9月、2015年3月、2015年10月）
- LMA年間最優秀監督賞：2回（2001-02、2003-04）
- BBC・スポーツ・パーソナリティ・オブ・ザ・イヤー・コーチ賞：2回（2002、2004）
- ロンドン・フットボール・アワード ロンドンクラブ特別功労賞：1回（2015）
- ワールドサッカー 世界最優秀監督賞 ：1回（1998）
- FWAトリビュートアワード ：2005
- イングランドサッカー殿堂 ：2006
- フランス・フットボール 年間最優秀フランス人監督賞：2008
- IFFHS 十年紀世界最優秀監督：2001-2010
- Facebookプレミアリーグ年間最優秀監督：2015
- プレミアリーグ殿堂 : 2023年

### 勲章/称号
- レジオンドヌール勲章シュヴァリエ：2002
- 大英帝国四等勲爵士(OBE)：2003
- イズリントン区名誉区民：2004
- This Knight Grand Commander of the Humane Order of African Redemption：2018
- ローレウス世界スポーツ賞・生涯功労賞：2019

## 書籍
自伝
- 『アーセン・ヴェンゲル自伝 赤と白、わが人生』 ワニブックス (2021年) ISBN 4847070313

著書
- 『勝者のエスプリ』日本放送出版協会（1997年） ISBN 4140803215
- 『勝者のヴィジョン』日本放送出版協会（1999年） ISBN 4140804335

関連書籍
- 中西哲生、戸塚啓『ベンゲル・ノート』幻冬舎（2002年） ISBN 978-4344002012